# Gastrimargus rothschildi
Gastrimargus rothschildi är en insektsart som beskrevs av Bolívar, I. 1922. Gastrimargus rothschildi ingår i släktet Gastrimargus och familjen gräshoppor.

## Underarter
Arten delas in i följande underarter:
- G. r. rothschildi
- G. r. luteifemur